# 乔氏猪齿鱼
乔氏猪齿鱼（学名：Choerodon jordani）为輻鰭魚綱鱸形目隆頭魚亞目隆头鱼科猪齿鱼属的鱼类。分布西太平洋區，從琉球群島南部至美屬薩摩亞、東加海域，棲息深度15-30公尺，本魚最大特徵為成魚背鰭基部近尾柄處有一大灰白斑點，體上半部有一近三角形的深色寬條紋，胸鰭基部端條紋較尖細，體長可達17公分，棲息在沙底質海域，生活習性不明，可作為觀賞魚。该物种的模式产地在琉球群岛、日本。